# 摹仿繐肩䲁
摹仿繐肩鳚（学名：Cirripectes imitator），又名模頸鬚鳚、橫穗肩鳚、狗鰷，为輻鰭魚綱䲁形目鳚科繐肩鳚属的鱼类，俗名模颈须鳚。分布於西太平洋日本小笠原群島、臺灣至菲律賓巴丹群島等海域，深度0至10公尺，本魚體長橢圓形，稍側扁，頭鈍短，下唇內側光滑，外側有褶皺，上唇小圓齒36-50顆，鰓耙24-27，頭部感覺孔系統複雜，整體呈深棕色，雌魚有淡灰色多邊形斑點，雄魚尾鰭和前背棘上有不規則的條紋和黃色尖端，頭上出現不規則的瞳孔大小的斑點，虹膜上有黃色環狀瞳孔，背鰭硬棘11-13枚、背鰭軟條13-15枚、臀鰭硬棘2枚、臀鰭軟條14-16枚，體長可達9.3公分，棲息在水淺的珊瑚礁或岩礁，以藻類、碎屑和小型無脊椎動物為食。该物种的模式产地在小笠原群岛。